# Diet Mountain Dew (canção)
"Diet Mountain Dew" (às vezes estilizada como Diet Mtn Dew) é uma música da cantora e compositora estado-unidense Lana Del Rey, contida em seu álbum de estúdio de estréia Born to Die (2012). Foi lançada como o primeiro single promocional do álbum em 13 de junho de 2011 pela gravadora Universal Music Group.

## Antecedentes e composição
"Diet Mountain Dew" tem sido descrita como um música de "R&B contemporâneo mid-tempo" que usa samples de trip hop. Liricamente, a música descreve um relacionamento tóxico com um(a) companheiro(a). Em 2011, Del Rey disse à revista Q, "Eu estava só andando por Nova Iorque, cantando os versos e a melodia no meu telefone e então meu produtor ajuda a colocar minhas palavras na música." Del Rey afirmou que ela escreveu todas com exceção de apenas um verso em "Diet Mountain Dew".

## Recepção da crítica especializada
Andy Gill do jornal online The Independent escreveu que a música era "o mesmo cenário depressivo" que as outras músicas de Born to Die. Alex Denney of NME classificou a música como "de tirar o fôlego". Dan Weiss da revista Spin declarou que o refrão da música era "alegremente melódico"
. Lindsay Zoladz, da publicação online Pitchfork, criticou a execução de Del Rey para a música junto com "Off to the Races", dizendo, visam opulência tagarela e cintilante, essa cantora [Lana Del Rey] não tem a personalidade necessária"
. A revista Billboard chamou a faixa de "cativante", e e considerou a música um destaque no álbum  Born to Die. Alexis Petridis, do jornal britânico The Guardian, disse que "As melodias de 'Diet Mountain Dew' e 'Dark Paradise' transmitem uma sensação de facilidade/ausência de grande esforço: elas só levam o ouvinte junto com elas" Rob Sheffield , da revista Rolling Stone, chamou as rimas da música de "inteligentes". Krystina Nellis, da revista eletrônica Drowned in Sound, sugeriu que o álbum Born to Die seria "ótimo com mais músicas mais animadas como 'Diet Mtn Dew'". 

## Histórico de lançamento
Del Rey lançou um vídeo de áudio para a demo de "Diet Mountain Dew" através de seu canal do YouTube em 13 de junho de 2011, que atingiu quatro milhões e meio de visualizações no ano de 2012.

## Na cultura popular
"Diet Mountain Dew" foi incluída no 7º episópdio da 3ª temporada da série de televisão 90210 e em 2018 em um episódio do talk show Jimmy Kimmel Live!.